# Успенка (Купинский район)
Успенка — деревня в Купинском районе Новосибирской области России. Входит в состав Медяковского сельсовета.

## География
Площадь деревни — 55 гектаров.

## Население
| 2002 | 2007 | 2010 |
| ---- | ---- | ---- |
| 56   | ↘21  | ↘0   |

## Инфраструктура
В деревне по данным на 2007 год функционирует 1 учреждение здравоохранения.